# Recién cazado
Recién cazado es una película de comedia mexicana, dirigida por René Bueno de 2009. Está protagonizada por Jaime Camil y Gabriela Vergara, con la actuación de la primera actriz Angélica Aragón. 
Recién cazado se presentó durante el Festival de Cine Latino de San Diego, que se realizó entre el 12 y 22 de marzo de 2009 y llegó a la cartelera mexicana el 28 de agosto de 2009. 
La película obtuvo 122,968 admisiones en taquilla, con las que recaudó 5 millones 868 mil 815 pesos durante su primer fin de semana.

## Sinopsis
Es una historia de amor que narra las aventuras de Sebastián (Jaime Camil), un reconocido y talentoso enólogo que lleva una vida desordenada y él es famoso hombre que no tiene una relación estable y anda de mujeres en mujeres. Una mañana, amanece al lado de Alexa (Gabriela Vergara), una atractiva bióloga marina de la que no recuerda nada, pero con quien contrajo matrimonio como resultado de una noche de fiesta. A consecuencia, no le agrada la noticia y exige el divorcio y la pronta ida de la mujer. La chica pide por lo menos tres semanas en casa de Sebastián para corroborar que no ha estado embarazada. Pero en esas tres semanas pasan cosas inesperadas, pues resulta que Sebastián se ha enamorado de Alexa a base de la convivencia,y los pequeños detalles. En el transcurso de la película, descubre que se está enamorando de ella en un cena con su mamá y su amigo Daniel, ya que se pone celoso de un hombre que quería casarse con Alexa. Y en esas tres semanas, viene una sorpresa inesperada para Sebastián. Resulta que Daniel, amigo de Sebastián, le jugó una broma a este falsificando una acta de matrimonio, y Alexa se va de su casa porque en la tercera semana le vino su período y después sale toda la verdad que todo se había tratado de una broma de su madre y su amigo y una venganza por parte de Alexa. Pasan varios meses y Sebastián decide irse a trabajar a París y Alexa va tras él pero en ese viaje no logran encontrarse. Sebastián regresa a su casa cerca del mar y una noche prende una fogata y cuando está sentado, llega Alexa y se dan una oportunidad de estar juntos y se besan.

## Reparto
- Jaime Camil como Sebastián.
- Gabriela Vergara como Alexa.
- Rubén Zamora como Esteban.
- Dino Garcia como Daniel.
- Angélica Aragón como mamá de Sebastián.
- Otto Sirgo como jefe y papá de Sebastián.
- Verónica Segura como Elvira
- Aylín Mujica como mujer borracha.
- Patricia Llaca como cajera del banco.

## Producción

### Rodaje
El rodaje contó con locaciones en varias zonas de Ensenada, entre ellas el Valle de Guadalupe, en el estado de Baja California, (productor del 90 por ciento del vino mexicano), y en París, Francia, teniendo como escenarios los sitios más famosos de la ciudad de las luces.

## Premios

### Diosas de Plata
| Categoría                      | Persona          | Resultado |
| ------------------------------ | ---------------- | --------- |
| Mejor canción para cine        | Quédate de Pambo | Ganadora  |
| Mejor fotografía               | Alberto Lee      | Nominado  |
| Mejor papel de cuadro femenino | Lilia Aragón     | Nominada  |